# Hister pushtunus
Hister pushtunus är en skalbaggsart som beskrevs av Kryzhanovskij 1980. Hister pushtunus ingår i släktet Hister och familjen stumpbaggar. Inga underarter finns listade i Catalogue of Life.